# Carl Ferdinandsen
Carl Ferdinandsen (ur. 18 lutego 1879 w Valsøllille w Danii, zm. 28 marca 1944 w Vangede) – duński botanik i mykolog.

## Życiorys
W 1896 roku rozpoczął studia w Sorø i po kilku latach pracy jako korepetytor rozpoczął studia prawnicze, ale wkrótce przeszedł na historię naturalną z botaniką jako głównym przedmiotem. W 1909 r. został magistrem, w 1919 r. doktorem filozofii. W latach 1906–1916 był asystentem w uniwersyteckim muzeum botanicznym w Kopenhadze, w latach 1917–1919 botanikiem w państwowym instytucie patologii roślin, w latach 1919–1925 kierownikiem tego instytutu, a w 1920 r. został profesorem patologii roślin w Landbohøjskolen.

## Osiągnięcia
Zajmował się szczególnie mykologią i publikował badania nad grzybami duńskimi, zachodnioindyjskimi i arktycznymi, a także zajmował się ekologią duńskich chwastów. Jest autorem około 120 większych i mniejszych publikacji z zakresu botaniki, mykologii i patologii roślin. Był współzałożycielem i współredaktorem czasopisma naukowego Friesia. Jako szef państwowego nadzoru nad chorobami roślin wykonał wiele działań, m.in. w zakresie ograniczenia rozprzestrzeniania się groźnej zarazy ziemniaka, opracował też wytyczne w sprawie zwalczania innych chorób roślin. Był cenionym i wymownym wykładowcą w kraju i za granicą oraz przyczynił się do publikacji dzieła „Flora Agaricina Danica” Jakoba E. Langego, głównej pracy na temat grzybów duńskich.
W naukowych nazwach utworzonych przez niego taksonów dodawany jest skrót jego nazwiska Ferd.